# Harry Täschner
Harald „Harry“ Täschner (* 14. Juni 1946; † 6. Juni 2023 in München) war ein deutscher Schauspieler.

## Leben und Karriere
Täschner absolvierte von 1968 bis 1975 ein Studium der Theaterwissenschaft.
Er ist vor allem aus Fernsehproduktionen des öffentlich-rechtlichen Fernsehens bekannt. So stand er unter anderem für Sturm der Liebe vor der Kamera und spielte Rollen in den Serien SOKO 5113, Marienhof, Die Rosenheim-Cops und Tatort. Im Kino war er unter anderem in Tom Tykwers Winterschläfer und Das Parfum zu sehen.
Täschner war auch als Theaterschauspieler aktiv und war 1971 Mitbegründer des Theater K und Leiter des Münchner Marionettenstudios. In München, wo er zuletzt lebte, war er auch lange Jahre am Theater Rechts der Isar zu sehen. Zuletzt 2007 trat er als Newton in Die Physiker am Stadttheater Weilheim auf. Er starb am 6. Juni 2023 im Alter von 76 Jahren in München.

## Filmografie (Auswahl)
- 1987: Tatort: Die Macht des Schicksals (Fernsehreihe)
- 1997: Winterschläfer (Kino)
- 1997, 2013: Der Alte (Fernsehserie, verschiedene Rollen, 2 Folgen)
- 2001–2004: Tierarzt Dr. Engel (Fernsehserie, 11 Folgen)
- 2003: Tatort: Im Visier
- 2004: Grüße aus Kaschmir
- 2005: Unter Verdacht: Willkommen im Club (Fernsehreihe)
- 2005: Der Komödienstadel: Der Habererbräu (Fernsehreihe)
- 2006–2016: Die Rosenheim-Cops (Fernsehserie, verschiedene Rollen, 5 Folgen)
- 2007: Der Komödienstadel: Das Cäcilienwunder
- 2008: Kommissar Süden und das Geheimnis der Königin (Fernsehreihe)
- 2008: Kommissar Süden und der Luftgitarrist
- 2010: Der Kaiser von Schexing
- 2010: Tatort: Nie wieder frei sein
- 2010: Die Tochter des Mörders
- 2010: Der Bulle und das Landei: Tödliches Heimweh (Fernsehreihe)
- 2012: Tatort: Der traurige König
- 2014: Landauer – Der Präsident
- 2014: Unter Anklage: Der Fall Harry Wörz
- 2018: Wackersdorf (Kino)
- 2019: Tatort: Anne und der Tod
- 2021: 3½ Stunden
- 2023: Frühling – Lauf weg, wenn du kannst (Fernsehreihe)

## Auszeichnungen
- Schwabinger Kunstpreis für Kleines Spiel
- Auszeichnung der Münchner Abendzeitung für herausragende künstlerische Leistung
- 2004 Deutscher Rock- und Popmusicpreis in der Sparte Musical